# Charles Triplett O'Ferrall
Charles Triplett "Trip" O'Ferrall, född 21 oktober 1840 i Frederick County, Virginia, död 22 september 1905 i Richmond, Virginia, var en amerikansk demokratisk politiker. Han var ledamot av USA:s representanthus 1884–1893 och Virginias guvernör 1894–1898.
O'Ferrall deltog i amerikanska inbördeskriget och befordrades till överste i det konfedererade kavalleriet. Juridik studerade han vid Washington College (numera Washington and Lee University) och inledde sedan sin karriär som advokat i Harrisonburg. År 1884 tillträdde han som kongressledamot efter att framgångsrikt ha överklagat valresultatet i föregående kongressval. Motståndaren John Paul hade i det skedet redan avgått som kongressledamot. I december 1893 avgick O'Ferrall sedan själv efter att ha vunnit guvernörsvalet i Virginia.
O'Ferrall efterträdde 1894 Philip W. McKinney som guvernör och efterträddes 1898 av James Hoge Tyler.